# 霍斯特·沃尔特
霍斯特·沃尔特（德語：Horst Wolter，1942年6月8日—），德国前男子足球运动员，场上位置是守门员。他曾代表西德国家队参加1970年国际足联世界杯，结果队伍获得季军。